# Michał Jach
Michał Jach (ur. 23 września 1951 w Łomży) – major ludowego Wojska Polskiego w stanie spoczynku, polski polityk, ekonomista, poseł na Sejm V, VII, VIII i IX kadencji, od 2024 r. radny Sejmiku Województwa Zachodniopomorskiego.

## Życiorys

### Młodość i wykształcenie
Syn Jana, który w Brygadzie Świętokrzyskiej NSZ był wzywany na akcje jako podwód, a w kolejnych latach otrzymał w Łomży nakaz pracy. Mama Helena była sanitariuszką w Okręgu Kieleckim AK „Jodła”, obwód Jędrzejów. Powrócił wraz z rodziną w rodzinne strony w kieleckie, a w 1955 zamieszkał w Kielcach. W latach 1958–1965 uczęszczał do Szkoły Podstawowej nr 1 im. Stanisława Staszica przy ul. Sienkiewicza 8. W latach 1965–1969 kontynuował naukę w I Liceum Ogólnokształcącym im. Stefana Żeromskiego w Kielcach przy ulicy Ściegiennego 15.

### Przebieg służby
1 sierpnia 1969 rozpoczął studia w Wojskowej Akademii Technicznej w Warszawie na Wydziale Elektroniki, na kierunku radiolokacja z komendantem wydziału elektroniki płk prof. Kazimierzem Dzięciołowskim. 7 września 1969 jako podchorąży złożył przysięgę wojskową, w której uczestniczył komendant WAT gen. bryg. Sylwester Kaliski. 24 września 1972 był promowany na pierwszy stopień oficerski podporucznika Sił Zbrojnych PRL przez I zastępcę Głównego Inspektora Szkolenia – Szefa Inspektoratu Szkolenia Ministerstwa Obrony Narodowej gen. dyw. Józefa Stebelskiego. Od 1972, już jako oficer słuchacz, dalej studiował na WAT, które jako studia wyższe ukończył w 1973.
W 1973 został skierowany do Budowa, gdzie na stanowisku dowódcy plutonu pełnił służbę w 68 pułku czołgów. W latach 1975–1981 był dowódcą plutonu, potem dowódcą kompanii remontowej w 49 pułku zmechanizowanym w Wałczu. Wiosną 1981 otrzymał przydział służbowy do sztabu 20 Warszawskiej Dywizji Pancernej w Szczecinku, obejmując funkcję oficera w służbie uzbrojenia i elektroniki. Dowódcą dywizji był wówczas płk dypl. Władysław Saczonek. Od 13 grudnia 1981 wykonywał zadania wynikające z zarządzeń stanu wojennego postawionych dla sztabu 20 DPanc. W 1984 ze Szczecinka został skierowany do Piły, gdzie przyjął stanowisko szefa służby uzbrojenia i elektroniki w Wyższej Oficerskiej Szkole Samochodowej sprawując obowiązki przez okres 6 miesięcy. W 1985 został skierowany do 15 Polowej Technicznej Bazy Rakietowej (JW 1154) w Bielkowie koło Stargardu Szczecińskiego, gdzie był szefem uzbrojenia i elektroniki. W 1987 w stopniu kapitana ukończył Wyższy Kurs Doskonalenia Oficerów w Centrum Doskonalenia Oficerów im. gen Stanisława Popławskiego w Rembertowie tzw. „Akademię Polową” na kierunku dowódców batalionów. 11 października 1988 został mianowany do stopnia majora.
W 1992 po rozformowaniu 15 Polowej Technicznej Bazy Rakietowej został skierowany służbowo do Łodzi, gdzie w Centrum Doskonalenia Kadr Administracji Wojskowej objął funkcję szefa służby uzbrojenia i elektroniki-wykładowca, będąc nim do 30 września 1994, po czym przeszedł w stopniu majora w stan spoczynku. W czasie swojej służby był słuchaczem Wieczorowego Uniwersytetu Marksizmu-Leninizmu. W 1994 w wieku 43 lat w stopniu majora zakończył zawodową służbę wojskową mając 25 lat służby w Wojsku Polskim. Wyróżniany i odznaczany.

## Awanse
- podporucznik – 1972[5]
- porucznik – 1975
- kapitan – 1979
- major – 1988[3]

## Ordery, odznaczenia i wyróżnienia
W 25-letniej służbie wojskowej był odznaczany i wyróżniany:
- Srebrny Medal „Za Zasługi dla Obronności Kraju”
- Brązowy Medal „Za Zasługi dla Obronności Kraju”
- Srebrny Medal „Siły Zbrojne w Służbie Ojczyzny”
- Brązowy Medal „Siły Zbrojne w Służbie Ojczyzny”

## Garnizony w przebiegu służby
W 25 letniej służbie wojskowej był w następujących garnizonach:
1. Warszawa (1969–1972) → Budów (1973–1975) ↘
2. Wałcz (1975–1981) → Szczecinek (1981–1984) ↘
3. Piła (1984–1985) ↘
4. Kobylanka/Bielkowo (1985–1992) → (doraźnie Rembertów 1987) ↘
5. Łódź (1992–1994)

## Działalność (1994–2025)

### Działalność zawodowa

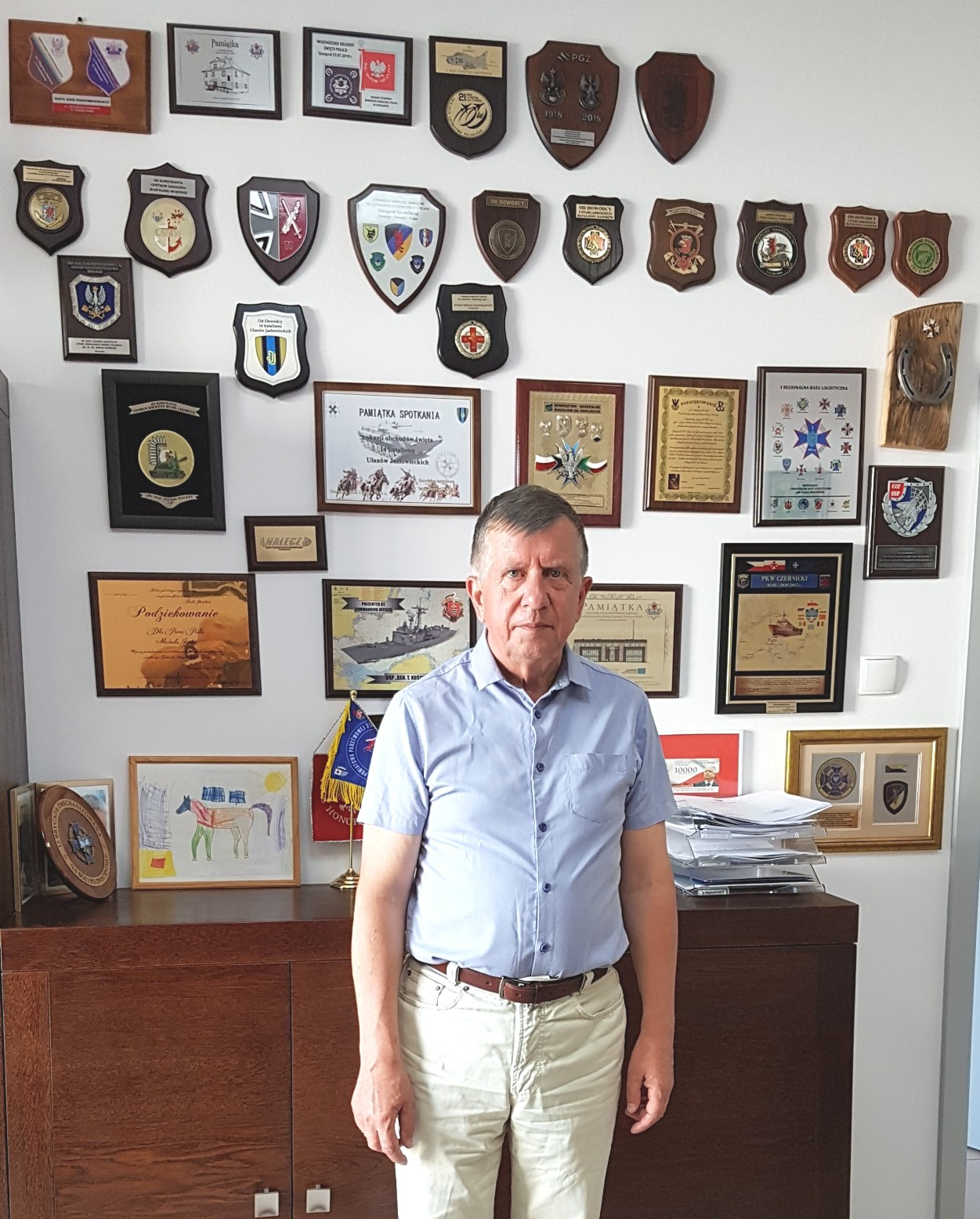
W biurze poselskim (2019)

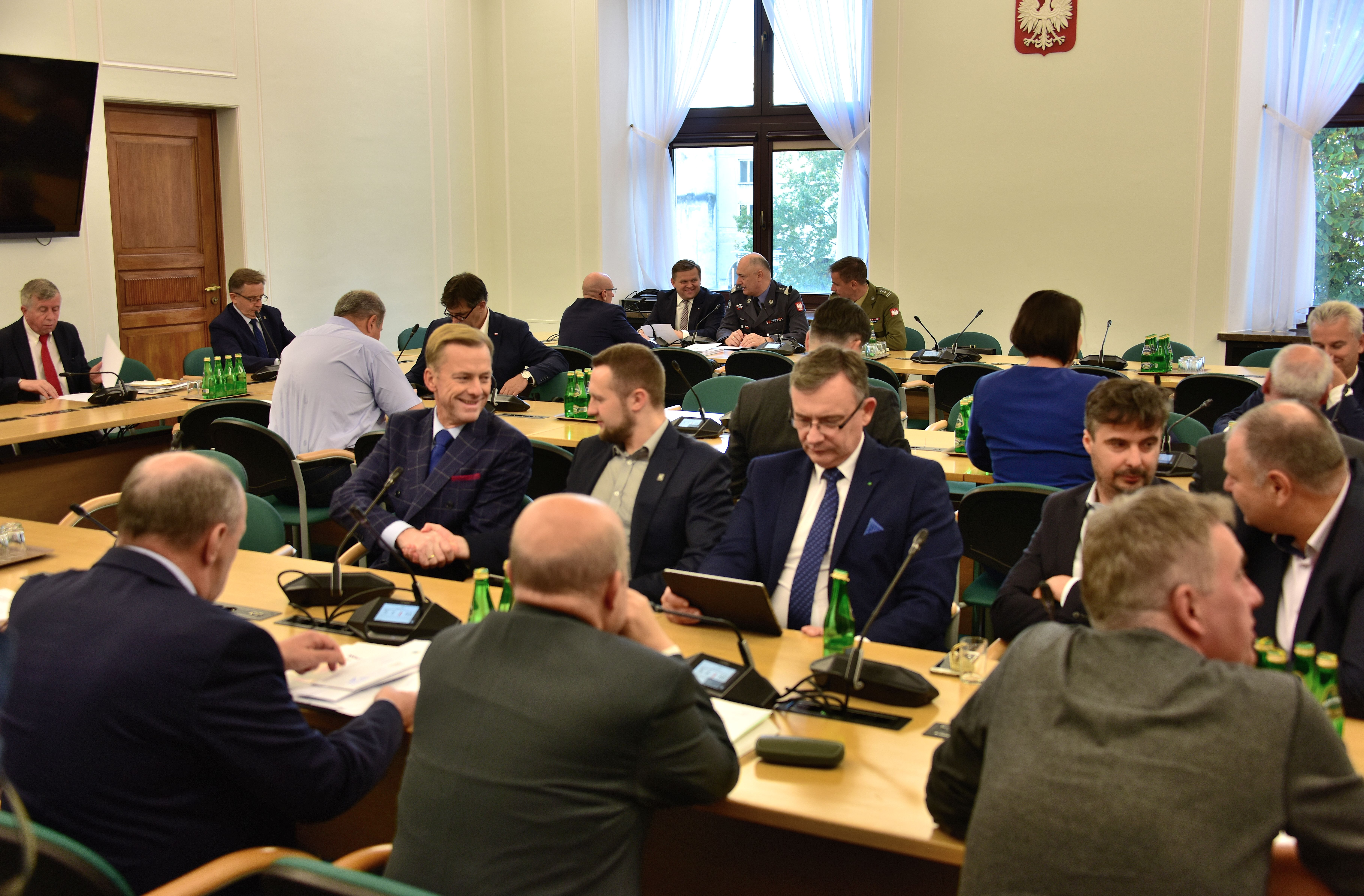
Michał Jach (pierwszy z lewej) podczas posiedzenia sejmowej Komisji Obrony Narodowej (2018)

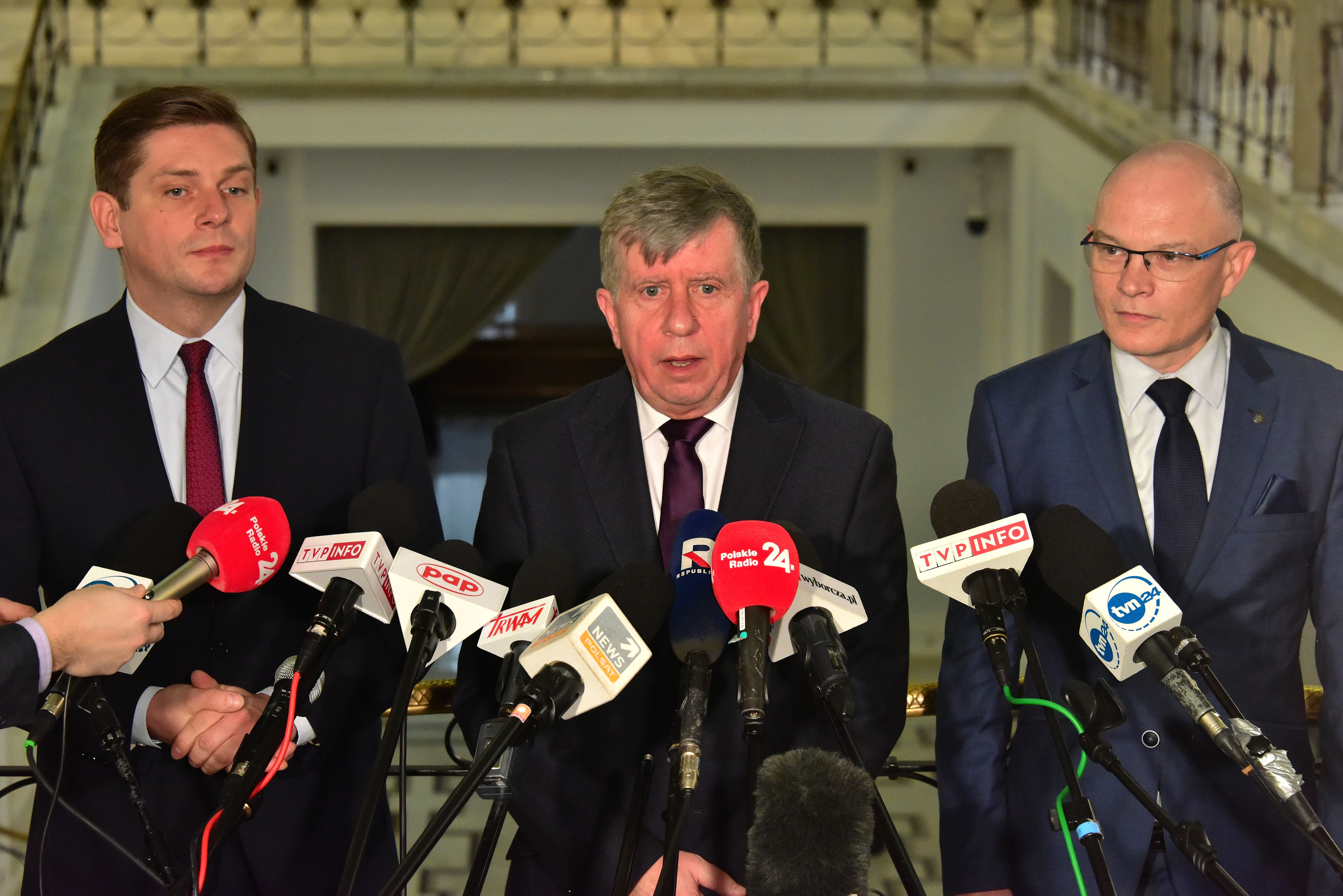
Bartosz Kownacki, Michał Jach i Waldemar Andzel podczas konferencji prasowej w Sejmie (2020)

Po odejściu z wojska zajmował stanowiska menedżerskie w prywatnych spółkach. W 1994 ukończył magisterskie studia ekonomiczne na Uniwersytecie Szczecińskim (magisterium – indywidualny tok studiów w czasie o rok krótszy), a w 1997 studia podyplomowe na Warszawskiej Szkole Zarządzania – Szkole Wyższej na kierunku zarządzanie przedsiębiorstwem. W 2000 został absolwentem studiów podyplomowych typu MBA prowadzonych przez Uniwersytet Szczeciński i Manchester Metropolitan University.

### Działalność polityczna
W latach 1996–1998 należał do Ruchu Odbudowy Polski. W 2001 wstąpił do Prawa i Sprawiedliwości. W wyborach do Parlamentu Europejskiego w 2004 startował z listy tej partii, nie uzyskując mandatu. W 2005 z ramienia PiS uzyskał mandat posła w okręgu szczecińskim liczbą 5724 głosów. W Sejmie V kadencji był w składzie Komisji Obrony Narodowej. W wyborach parlamentarnych w 2007 bez powodzenia ubiegał się o reelekcję, następnie radny i wiceprzewodniczący komisji rewizyjnej Sejmiku Wojewódzkiego. W wyborach do Parlamentu Europejskiego w 2009 po raz drugi bezskutecznie ubiegał się o mandat europosła w okręgu gorzowskim, uzyskując 2165 głosów. W 2010 został wybrany do sejmiku zachodniopomorskiego. Został dyrektorem ds. ekonomicznych i członkiem zarządu Przedsiębiorstwa Energetyki Cieplnej w Stargardzie Szczecińskim.
W 2011 kandydował w wyborach parlamentarnych z 3. miejsca na liście komitetu wyborczego Prawa i Sprawiedliwości w okręgu wyborczym nr 41 w Szczecinie i uzyskał mandat poselski. Oddano na niego 4383 głosy. Sprawował funkcję przewodniczącego Parlamentarnego Zespołu ds. Wojska Polskiego oraz był wiceprzewodniczącym Zachodniopomorskiego Zespołu Parlamentarnego. W 2015 został ponownie wybrany do Sejmu, otrzymując 6183 głosy. W Sejmie VIII kadencji objął funkcję przewodniczącego Komisji Obrony Narodowej. Przewodniczył debatom w tematach obrony państwa, działalności sił zbrojnych, systemu oraz funkcjonowania obrony terytorialnej kraju i obrony cywilnej, wykonywania obowiązków w dziedzinie umacniania obronności przez organy państwowe i przedsiębiorstwa państwowe, organizacje spółdzielcze i społeczne oraz przez obywateli, spraw przemysłu obronnego. Od roku 2016 był członkiem Podkomisji ds. Ponownego Zbadania Wypadku Lotniczego pod Smoleńskiem (podkomisja Antoniego Macierewicza o katastrofie smoleńskiej). W marcu 2018 przewodniczył debacie nad projektem tzw. ustawy degradacyjnej, broniąc jej wskazywał, że ustawa jest zgodna z konstytucją, że nie ma zagrożenia a ustawa jest przywróceniem godności „żołnierzom wyklętym i ich rodzinom”. 30 marca ustawa degradacyjna została zawetowana. Od 6 czerwca 2018 członek Komisji do Spraw Służb Specjalnych. 
W wyborach w 2019 do Parlamentu Europejskiego po raz kolejny bezskutecznie ubiegał się o mandat posła do Parlamentu Europejskiego. W wyborach w 2019 został ponownie wybrany do Sejmu, otrzymując 11 881 głosów, to jego czwarta kadencja w Sejmie. W Sejmie IX kadencji ponownie objął funkcję przewodniczącego Komisji Obrony Narodowej. 13 września 2022 po wyemitowaniu reportażu „Siła kłamstwa” przekonywał w mediach, że nikt w kierownictwie PiS nie ma wątpliwości co do tez stawianych w raporcie Antoniego Macierewicza i żaden reportaż TVN tego nie zmieni. W samolocie były co najmniej dwa wybuchy, nie jest to kwestia interpretacji a kwestia fizyki. W styczniu 2023 będąc członkiem Komisji do Spraw Służb Specjalnych nie miał dostępu do informacji ściśle tajnych i NATO-wskich. 8 lutego 2023 w Twoim Radiu w audycji Rozmowa dnia wskazał, że już taki dostęp został mu przyznany przez ABW. W wyborach w 2023 nie uzyskał poselskiej reelekcji. 
W kwietniu 2024 uzyskał mandat radnego sejmiku zachodniopomorskiego, startując z Komitetu Wyborczego Prawa i Sprawiedliwości uzyskał wynik 15.832 głosów, czyli 14,89 proc. wyborców. W czerwcu 2024 w wyborach do  Parlamentu Europejskiego po raz kolejny bezskutecznie ubiegał się o mandat europosła w okręgu wyborczym nr 13, obejmującym województwa lubuskie i zachodniopomorskie, startując z siódmego miejsca 9 czerwca 2024 uzyskał ósmy wynik uzyskując 1641 głosów (4,89 proc.). Kieruje PiS-em w Stargardzie, jest wiceprzewodniczącym Zarządu Okręgu PiS w województwie zachodniopomorskim.

### Odznaczenia
W 2016 otrzymał Medal Rodła Związku Polaków w Niemczech oraz odznaczony Medalem „Pro Memoria”. 13 czerwca 2019 w dniu Święta Żandarmerii Wojskowej został odznaczony Złotym Medalem „Za Zasługi dla Obronności Kraju”.

### Działalność społeczna
Pełnił społecznie funkcję prezesa chóru Cantore Gospel i pomagał w organizacji corocznego festiwalu Stargard Gospel Days. W swoim biurze poselskim zorganizował bezpłatne porady prawne. Aktywnie uczestniczy w lokalnych uroczystościach państwowych, spotkaniach w szkołach, z samorządowcami, z kombatantami, z żołnierzami i organizacjami WP, ze środowiskiem sportowym, ze słuchaczami Twojego radia z siedzibą w Stargardzie, konferencjach prasowych oraz dyżurach poselskich.

## Życie prywatne
Żonaty po raz drugi, ma córkę i syna oraz troje wnucząt.